# Савченко Віктор Анатолійович
Ві́ктор Анато́лійович Са́вченко (нар. 13 грудня 1961, Одеса) — український історик, письменник, краєзнавець. Доктор історичних наук.

## Біографія
Віктор Савченко народився 13 грудня 1961 року в Одесі. Батько Анатолій Олексійович Савченко — журналіст, у 1960-70-х рр. працював у одеській газеті «Моряк», власним кореспондентом «Робітничої газети» на півдні України та заступником редактора цієї газети, автор двох збірок оповідань. 1985 р. Віктор Савченко закінчив історичний факультет Одеського університету, 1990 р. — аспірантуру та захистив кандидатську дисертацію з історії анархістського руху в Україні у 1917—1921 рр. (першу з подібної теми в український історіографії). Одна з перших статей Савченка «Измена батьки Махно и „железная метла“ Л. Троцкого» стала поштовхом для реабілітації Н. Махна в історичній науці та у суспільній свідомості. Довгий час збирав та аналізував матеріали з історії бандитизму в Одесі, що стали у нагоді для написання 150 статей «Бандитская Одесса» (одеська преса 1998—2003 рр.). Працював викладачем історії і соціології, доцентом у Одеському інституті інженерів морського флоту, Одеському (Південноукраїнському) педагогічному університеті. Професор Одеського держ. університету внутрішніх справ та Одеської Морської Академії, викладач соціології (з 2002), історії та культури України. 2017 р. захістив докторську дисертацію «Анархістський рух в Україні в 1903—1929 рр.: організаційні форми, комунікації і механізми функціонування».  Сфера наукових інтересів: історія анархістського руху, визвольних змагань 1917—1921 рр. в Україні, історія Одеси XX ст., історія масонства в Україні. Автор бл. 500 статей, які друкувалися у журналах: «Корреспондент», «Weekly.ua», «Пік. Політика і культура» (Київ), «Ї» (Львів), «Пассаж», «Альянс», «Фаворит» (Одеса) та інш., у газетах «Русская мысль» (Париж), «Українське слово» (Париж), «Вестник региона», «Юг», «Слово», «Черноморські новини», «Порто-Франко» (Одеса) та інш.
Як громадський діяч керує «Асоціацією європейської культури» (з 2000), голова наукового історико-краєзнавчого товариства — наукової історично-краєзнавчої секції Одеського будинку вчених «Одесика» (з 2007) та співавтор сучасного герба Одеси (1999). У 1987—1994 рр. як художник-авангардист брав участь у вистовках одеських художників у Одесі, Сімферополі, Нью-Йорці (див. Союз художников Одессы. укл. А. Дмитренко. С. 2013). У 1988 — 1990 рр. — організував 6 колективних вистовок сучасних художників (був співорганізатором двох перших у Одесі артгалерей, де виставлялися авангардисти Одеси, Первомайська, Сімферополя 1989—1991). Редагував літературний альманах «Юго-Запад. ART» (Одеса), член редколегії наукового історичного журналу «EMINAK», літературного альманаху «Вахтенный журнал» (Одеса), головний редактор історико-краєзнавчого наукового альманаху «Південний Захід. Одесика — Юго-Запад. Одессика» (видається в Одесі з 2006 р., видано 36 чисел). Головний редактор наукового історичного журналу «Старожитності Лукомор'я» (видається з 2020 р.). Член Асоціації українських письменників, Нац. спілки журналістів України, Нац. спілки краєзнавців України.
Дружина Наталя, донька Аліса. Нагороджений Почесною відзнакою Одеського міського голови «Знак пошани», почесною відзнакою 1-го ступеня ГУМВС в Одес. обл. «Честь, мужність, благородство», медаллю «За сприяння ОВС», почесними грамотами Голови Одеської ОДА та Одеського міського голови, Почесний краєзнавець України (2019). Лауреат  конкурсу пам’яті Б. Ф. Дерев’янка «Люди справи» (2023).

## Книги
Автор та співавтор:
- Авантюристы гражданской войны. Москва, АСТ, — Фолио. 2000, 380 ст. (переиздание с дополнениями — Харьков, Фолио. 2010. 416 с.).
- В одеському літературному альманасі «Южный город». Одесса, 2003, Вып. 2., Вып. 3 надруковані глави з роману-фентезі «Мистики в Кремле»
- Симон Петлюра. Харків, Фоліо. 2004, 416 с. (2006 друге видання, у лідерах «Книжки року 2004» і «Чудової сімки»;— рейтингу «Книжник-Ревю 2004»; Симон Петлюра. Київ, Нора-Друк, 2016. 470 с. (видання виправлене, доповнене).
- Махно. Харків, Фоліо. два видання 2005, 2007. 416 с. (у десятці найкращих книг публіцистики конкурсу журналу «Корреспондент»).
- 12 войн за Украину. Харков, Фоліо.416 с. (2005, 2006, 2007. три видання), 12 війн за Україну. Київ, Нора-Друк, 2017. 480 с.
- Анархисты-террористы в Одессе 1903—1913. Одесса, Оптимум. 2005. 200 с.
- Мишка Япончик и атаман Адский. Одесса, Оптимум. 2006. 200 с.
- Одесса масонская. Одесса, Оптимум. 2006.110 с. (переиздание с дополнениями. Одесса, Астропринт. 2018. 118 с.).
- Атаманы казачьих войск. Москва, Эксмо, 2006, 410 с.
- Останній гетьман. Павло Скоропадський. Харків, Фоліо. 2008. 410 с.
- Україна масонська. Київ, Нора-Друк, 2008, 380 с. (1 місце конкурсу «Найкраща українська книга 2009» жур. «Корреспондент»), перевидання 2015.
- Павло Скоропадський. Харьков, Фоліо, 2009. 124 с. (серія «Знамениті українці»)
- Нестор Махно. Харьков, Фоліо, 2009. 124 с. (серія «Знамениті українці»)
- Симон Петлюра. Харьков, Фоліо, 2009. 124 с. (серія «Знамениті українці»)
- Котовский. Москва, Эксмо, 2010, 256 ст
- Григорий Котовский. Харьков, Фоліо, 2010. 120 с. (серія «Знамениті українці»)
- 100 знаменитых революционера и анархиста. Харьков, Фоліо, 2010. 510 с. (перевидання: Харків, Фоліо. 2014 р. під назвою «Знаменитые анархисты и революционеры»)
- Атаманщина. Харьков, Фоліо, 2011.380 с/
- Неофициальная Одесса эпохи нэпа (март 1921 — сентябрь 1929). Москва, РОССПЭН. 2012. 287 с.
- Проект «Україна». Вольная Одесса — Одесская республика — Юго-Западный край. Харьков, Фоліо, 2013. 288 с.
- Анархістський рух в Одесі (1903—1916 рр.). Одеса. Печатный дом. 2014. 308 с.
- The Historical Chronology of Free Masonry in Ukraine. Исторична хронологія розвитку вільномулярства в Україні. Львів, «Ї». 2015. 50 с.
- Діяльність анархістських організацій в Україні у 1903—1929 рр: історичний аспект та політична практика. Київ, 2017. НАН України. 444 с.
- Проект «Україна» Махновська трудова федерація. 1917—1921. Харків, Фоліо, 2018. 388 с.
- Анархісти Одеси. 1917—1937. Одеса, Астопринт. 2020. 218 с.
- Історія України. Навчально-методичний підручник. Одеса, Астропрінт. 2003. 624 с. (колективна монографія).
- Історія державності України. Експериментальний підручник. Одеса. 2004. 604 с. (колективна монографія).
- Коммунистическое движение. Очерки истории. Харьков, НУВД, 2004. 742 с. (колективна монографія).
- Одесса до Одессы. Одесса, Оптимум. 2006. 188 с. (співавт. В. Файтельберг-Бланк),
- Одесса в эпоху войн и революций. 1914—1920. Одесса, Оптимум. 2008. 310 с. (співавт. В. Файтельберг-Бланк).
- Одеські історикі. Одеса: Печатный дом. 2009. Автор 11 статей та відповідальний редактор. (колективна монографія).
- Оборона Одессы. Москва, Центрполиграф, 2011. 476 с. (співавт. А. Филипенко).
- Очерки истории обороны Одессы 1941 г. Одесса, Оптимум, 2011. 288 c. (співавт. М. Михайлуца, Д. Урсу, А. Филипенко).
- Одесской кузнице кадров милиции 90 лет. Одесса. Астропринт. 2012. (співавт. М. Водько).
- Курсанты школы милиции в битве за Одессу (1941). Одесса, изд. ОДУВС. 2014. 120 с. (співавт. О. Бабич).
- Воля проти рабства. Одеса: Новий друк, 2017. 524 с. (співавт. К. Сорокіна Н. Крестовська Т. Гончарук, О. Бабич).
- Повсягденне життя Одеси на зламі епох. Часи Ланжерона — Воронцова (1819—1839 рр.) (співавт. Т. Гончарук). Харків: Фоліо, 2022. 380 с

## Кіносценарії
- Телефільм «Пять смертей Петлюры» (студия В. Манского «Ветров», РТР, 2008).
- Співавтор кіносценарію 5 — серій. т/ф «Оборона Одессы» (з А. Філіпенком) — Одеса. 2011.
- Автор сценарію х.т.с. 12 с. «Банды Транснистрии» (ще не реалізований).

Консультант із питань історії телефільмів:
- «Кто убил Котовского» (РТР, 2004),
- «Скоропадский», «Авантюристы гражданской войны», «Котовский», «КАк это делалось в Одессе» (5 канал, Россия)
- «Легенды бандитской Одессы» 48 серий (НТН, 2008), (надрукував бл. 120 статей в одеський пресі з історії бандитизму в Одесі, яки стали основою для створення сценаріїв фільмів)
- Художнього телесеріалу «Убить Сталина» (УМГ, 2009).
- «У пошуках істини» (Котовський, Япончик, Блюмкін, Рейлі, Остап Бендер) (СТБ. 2007—2009)
- «Лабиринты истории» (УРА — студия, Одесса, 2009)
- «Махно» (УТ-1. 2008)
- «Юга» (РТР, 2010)
- «Тайны мистических орденов» (серия «Брама часу») (Інтер, 2010)
- Трагедия «Адмирала Нахимова» (Рен-ТВ,  — Москва, 2011).
- Вбивство Петлюри (2019)
- Рейли — Бонд (iCTV 2020)

## Наукові публікації
Публікації В. Савченка з історії анархізму:
- Анархистское движение в Одессе в годы первой русской революции//Тезисы Первой наук.- прак. конференции «Воспитание историей». Одесса, 1989. С.47-48;
- Причины и следствия махновского мятежа// АН СССР.  М., 1989. 28 с. в ИНИОН АН СССР. 9.10.1989. № 38479;
- «Черная эмиграция»: К истории российской анархистской эмиграции 20 — х — 30 — х гг. XX ст.// АН СССР. М.: 1989. 32 стр. в ИНИОН АН СССР.-12.12.1989. № 41256;
- Измена «батьки» Махно и «железная метла» Л. Д. Троцкого // История СССР. М., 1990. № 2. С.75–91;
- Политика Советского государства в отношении анархистского движения на Украине в 1917—1921 гг. Дис. канд. ист. наук. Захищена 26 вересня 1990 р. Одесса, 1990. 205 с.
- Проблема «третьей силы» в гражданской войне// Материалы украинско-росссийского научно-метод. симпозиума «Историко-культурное наследие человечества». Одеса. ОДУ,1992. С.40-41.
- «Єдиний анархізм» конфедерації «Набат»// Всеукр. істор. наук.-метод. конференції «Україна: становлення незалежності». Одесса. ОГУ. 1993. Ч.1. С.52-53;
- Українська складова махновського руху
- Махновська південноукраїнська Федерація // Матеріали ІУ-Всеукр.конференції «Розвіток історичного краезнавства». Луцьк.1993. С.29-30.
- Червоний терор проти українського селянства у 1919—1920 рр.// Матеріали ІУ-Всеукр.конференції «Розвіток історичного краезнавства». Луцьк.1993 (співавтор Басанець Л.)
- Анархістський рух в Україні у 1905—1907 рр.// Зб. наук праць з питань політичної історії. АН України. К., 1992. № 169. С. 65-72;
- Парижанин батька Махно // Русская мысль. Париж. 1996. 20 марта;
- Анархістські організації України// Енціклопедія сучасної України. К, Т.1. 2001. С.120-121;
- «Жертвоприношення революції» (Маргінальні терористи — анархісти України у 1905—1909 рр.)// Незалежний культорологічний часопис «Ї». Насильство, влада, террор. Львів, 2002. № 25. С.119–135;
- Робітничий рух на Півдні України під час голоду (1921—1923 рр.) // Матеріали всеукр.конфер., 80 років Голодомору 1932—1933 рр в Україні. Львів, 2003. С.170 -174. А. (співавторство Ібрагімова А. О)
- Терористична практика анархістського руху в Україні поч. XX ст.// Матеріали Міжнар. н.-т.конференції «Сучасний тероризм: філософія, ідеологія і форми прояву». Житомир. 2004.(співавторство Стовбуненко М. М.)
- Політичний проект махновського руху у 1919 р.// Перша міжнародна наук. конфіренція «Революції в Україні у ХХ — XX ст.: співзвуччя епох». Одеса, 2005. С.152-156;
- Уничтожение оппозиционных партий и политических организаций на Одесщине в 1921—1929 гг.// Одесский мартиролог. Т. 3. Одесса. 2005. С.809-826;
- Анархистская эмиграция первых десятилетий XX века (1903—1939 гг.)// Юго-Запад. Одессика. 2007. Вып. 4. С.57-89, 2008. Вып.5.С.255-294
- Анархисты Одессы в эпоху революции и гражданской войны (1917—1920 гг.)// Південний захід. Одесика — Юго-Запад. Одессика. 2007. Вып.3. С.71-99;
- Анархистская эмиграция первых десятилетий XX века (1903—1939 гг.)// Юго-Запад. Одессика. 2007. Вып. 4. С.57-89: 2008. Вып.5. С.255-294;
- Анархістський тероризм //Міжнарод. наук.-практ. конфіренція «100 років розшуку». Одеса. ОУВС, 2008.С. 45–48;
- Анархистское подполье в Одессе в 20 — 30 — е гг. XX века// Південний захід. Одесика- Юго-Запад. Одессика. 2009. Вып. 7. С.108-135;
- Анархісти України і інтелігенція (перша чверть XX ст.)// Інтелігенція і влада. Матеріали У-ї Всеукр. наук. конференції. Ч. 2. 2009. ОНПУ. С.155-161.
- Південноукраїнська трудова федерація 1919 р.–забута форма української державності// Життя і память. Наукова збірка присвячена памяти В. І. Шамко. Одесса. 2009. С. 127—139.
- Маловідомі факти з біографії С. Шварцбарда (до історії співробітництва з органами державної безпеки СРСР) // «З архівів ВУЧК–ГПУ–НКВД–КГБ». К., 2009. № 1. С. 120—137.
- Анархистское движение в Одессе в 1908—1916 годах // Південний захід. Одесика — Юго-Запад. Одессика. 2010. Вып. 9. С.58-71.
- Українська складова махновського руху // Інтелігенція і влада. Історія. Одеса. 2011. № 21. с. 55-62.
- З історії політичних репресій на Одещині за часів радянської влади: вступна стаття // Реабілітовані історією. Одеська область. Одеса. 2011. розділи 1-3. с. 5-71.
- Анархісти Півдня України 1910—1914 рр.: від економічного терору до таємних профспілок // Інтелігенція і влада. Серія: Історія. Одеса, 2011. № 22. с. 48-56.
- Анархізм в Україні (1903—1905 рр.): до причин розпоширення руху // Південноукраїнський правничий часопис. — Одеса, ОДУВС. 2012, № 1. с. 224—226.
- «Йти окремо, бити разом!»: анархісти — борці за встановлення більшовицької диктатури в Одесі (1917—1918 рр.) // Науковий вісник Одеського національного економічного університету. Одеса, 2012. № 9(161). с. 22-31.
- До причин кризи анархістського руху в Україні 1908—1909 рр.// Інтелігенція і влада. Одеса, 2012. № 27.с.54-64.
- Махаевский «Союз непримиримых» и создание первой анархистской группы в Одессе (1903—1904 гг.)// Південний захід. Одесика — Юго-Запад. Одессика. 2013. Вып. 15.
- Одесская анархистская группа «Молодая воля» (новое о «Мишке Япончике» и его юношеском окружении)// Південний захід. Одесика — Юго-Запад. Одессика. 2013. Вып. 16.
- Діяльність анархістів-синдикалістів серед одеських моряків (1906—1913 рр.)// Краєзнавство. 2013. № 2. с.174-183.
- Ар'єргардні бої революції: анархістська герілья в Одесі (грудень 1906 — грудень 1907)// Науковий вісник Міколаївського нац. університету ім. В. О. Сухомлинського. Зб. наук. праць. Вип 3 (35). Миколаїв, 2013. с. 106—111.
- «Махновщина после Махно»: махновское движение после вынужденной эмиграции Нестора Махно из Украины // Крестьянский фронт 1918—1922 гг. Сб. статей и материалов. М., 2013. с. 237—253.
- Виникнення та перші кроки Конфедерації анархістських організацій України «Набат»(листопад 1918 –березень 1919)// Проблема їсторії України ХІХ — початку XX ст. 2013. Вип. 21. с. 384—401.
- 1913 РІК В ІСТОРІЇ АНАРХІСТСЬКОГО РУХУ В УКРАЇНІ: ДО ПИТАННЯ ПРО «ЗНИКНЕННЯ АНАРХІСТСЬКОЇ ЗАГРОЗИ»// "Південь України: етнографічний, мовний, культурний, релігійний виміри. Матеріали ІУ-ї міжнародної наук. — практ. конференції. Одеса, вид. НМУ. 2013. с. 305—309
- Одесские анархисты в революции 1905—1907 гг. Часть 1. Между «Кровавым воскресеньем» и «либмановским» взрывом // Південний захід. Одесика — Юго-Запад. Одессика. 2014. Вып.17, С. 18-200.
- Міжнародні аспекти формування анархістського руху в Російський імперії 1900—1906 рр. // «Актуальні питання зовнішньої політикі України». Міжнарод. наук.-практ. конференція Одеса, 2014.
- До питання про винищення анархістського підпілля в Україні у 1920-х рр. // Матеріали 6-ї всеукраїн. наук. Конференції «Інтелігкенція і влада». Одеса, 2014.с. 224—227.
- Паризька шпигунка із «Чорного хреста» (справа одеського анархістського підпілля 1933 р.)// З архівів ВУЧК — ГПУ — НКВД — КГБ. 2013. № 1- 2. С. 31-51.
- Анархістська організаційна структура і анархістські комунікації в епоху революції 1905—1907 рр.// Інтелігенція і влада. Серія: Історія. Одеса, 2014. № 30.  С. 107—119.
- «Дети Мировой» и «батьки Гражданской»: феномен анархо-повстанческих атаманов Украины (1917—1921 гг.) // "От «германской» к Гражданской: становление корпуса народных вожаков русской смуты. Сб. статей и материалов. М.: АИРО-XXI, 2014. С. 363—378.
- Кримська стратегія анархо-махновського руху (1920 р.) — С. 400—409// Крим від античності до сьогодення: Історичні студії / Зб. статей. Ред. кол.: Смолій В. (відп. ред.). К.:, 2014. 707 с.
- Репресії проти анархістів в УСРР у 1921—1924 рр. // З архівів ВУЧК–ГПУ–НКВД–КГБ. — 2014.- № 2 (43). С.176-197.
- Пропоганда терором; терористична практика анархістів Российської імперії // УІІ-а міжнародна нуков.-практ. конференція «Роль та місце ОВС у розбудові демакратичної правової держави». Одеса,: ОДУВС, 2015.
- Анархісти та робітничий рух першої чверті XX ст.: до постановки проблеми // Матеріали У-ї міжнарод. наук.-практ. конференції. «Південь України: етноісторичний, мовний, культурний та релігійний виміри». Одеса, МНУ. 2015. с. 293—297.
- Конфедерація анархістських організацій України «Набат» і радянська влада: початок боротьби (червень-липень 1919 р.)// «Кочубіїв — Хаджибей — Одеса». Матеріали І-ї Всеукр. наук. конференції. Одеса. 2015. С. 119—122.
- Одеські анархісти і соціалізація виробництва в 1917—1919 рр.// Краєзнавство. К., 2015. № 1(90). С. 67-77.
- Архівні джерела з історії анархістського руху в Україні першої чверті XX ст.//ІІ-а міжнародна науково-практ. корнференція Держ. архіву Одеської обл. «Архів — Історія — Сучасність» 2015. Вип. 2. Одеса. 2016. с. 263—266.
- Батька Савон (в соавторстве с А. Дубовиком) // Альманах Ассоциации исследователей гражданской войны в России. Архангельск: САФУ. Вып. 2. 2015. С. 163—165.
- Анархисты Молдовы на переломе эпох (1900—1911 гг.)// Studia Universitatis Moldaviae. Istorie. 2015. Nr. 4 (84). p. 124 -129.
- Анархо-махновские атаманы мятежного Донбасса в 1920—1922 гг. // «Атаманщина» и «партизанщина» в Гражданской войне: идеология, военное участие, кадры. Сборник статей и материалов. Составитель и научный редактор А. В. Посадский. М.: АИРО-XXI, 2015. С. 420—439.
- До питання виникнення анархістського руху в Україні // Проблема їсторії України ХІХ — початку XX ст. К. 2015. Вип. 24. С. 113—122.
- Конфедерація анархістських організацій України «Набат» у «денікінському підпіллі» та повстанському русі на Півдні та Сході України (серпень 1910 — січень 1920 р.)// Південний захід. Одесика — Юго-Запад. Одессика. 2016. Вып.20, С. 151—179.
- Іноземні анархісти — члени одеських анархістських груп (1917—1926 рр.) //ІХ Всеукраїнська наук. конференція присвячена 25- річчу Незалежності України «Народний Рух України: місце в історії і політиці». — Одеса 26 травня 2016 р..Одеса. Астропринт. 2016. С. 63 — 66.
- Студенти в анархістському русі в Україні (1905—1928 рр.)// Інтелігенція і влада. Одеса, 2015. № 33. с. 90 -106.
- Anarchists and the Workers Movement of the First Quarter of the XXth Century in Ukraine: The Problem // Danubius: Muzeul de istorie Galaţi. Galaţi, ХХХІУ, 2016, рр. 61-69.
- Лідери анархістського руху півдня України в трьох революціях 1905—1917 рр.// Збірка наукових праць «Південь України: етноісторичний, мовний, культурний та релігійний виміри». Херсон: вид. ФОП Грінь. 2017. с. 293—298.
- Идея анархистской «третьей» революции и попытки ее реализации в 1918—1921 гг. // Материалы Международн. научно-практ. конф. Революция 1917 года и Гражданская война как определяющие факторы российской истории XX века. — Оренбург, 11-12 мая 2017 г.: сб. статей. Оренбург: ООО ИПК Университет. 2017. С. 242—245.
- Одеса в революції 1917 р: пошукі управлінських альтернатив // III Всеукраїнська наук.-практич. конференція «Суспільно-політичний та соціокультурний розвіток Південного регіону України: історичні традиції і сучасні тенденції» 18.05.2017. Одеса, НАДУПУ. 2017.С. 21-24
- Емігрантська російськомовна та україномовна анархістська преса 20-х рр. XX ст. // Інтелігенція і влада: зб. наук. праць. Одеса, 2017. Вип. 36.  С. 186—199.
- Репрессии против анархистов в СССР в 1922—1927 гг. и международные компании протестов // Akademos. Moldaviae. 2017. Nr.1. рр. 98-110.
- Анархістський рух в Одесі в часи визвольних змагань 1917 –  1920 рр.// Емінак. Миколаїв, № 2 (18) /квітень — червень/ Частина 3. С.45-54.
- Федерація анархістів-комуністів «Чорний прапор» у боротьбі за лідерство в анархістському русі  в Україні // — Миколаїв, № 2 (18) /квітень — червень/ Частина 4.
- Культурний злам початку XX ст. та анархістський месидж // Інтелектуальна історія та духовна спадщина України XIX ст. Матеріали міжнародної наукової конференції. — Одеса: ОНУ, 2017. — С.182-187.
- The anarchist movement in at the height of NEP (1924—1925) // East/West: Journal of Ukrainian Studies. 2017. Т. 4. № 2. РР. 173—186.
- ROZGROMIENIE GRUP ANARCHISTYCZNYCH NA UKRAINIE I «ŚLAD EUROPEJSKI» (1925—1934) // Studia z dziejów anarchizmu (3) Wojna domowa w Hiszpanii (1936—1939). Szczecin. Chojna 2018. с. 297—302
- Конфедерація анархістських організацій «Набат» в пошуках рушійної сили (1920 р.) // Життя и пам'ять. Науковий збірник присвячений пам'яті В. Шамко. Вип. 3. Одеса, ПНПУ. 2018. С. 149—154
- Новомирский и «Новый мир» в Одессе (1906—1907 гг.)// Південний захід. Одесика — Юго-Запад. Одессика. 2018. Вып.24. с.198-212.
- Анархісти «ренегати» — жертви ленінських та сталинських репресій// Революції в Україні XX-ХХІ століття: співзвуччя епох: Матеріали Міжнародної наук. конф., присвяченої вшануванню пам'яті жертв трагічних подій, які отримали історичну назву «Великий терор 1937—1938 рр.» Одеса: ОДУВС, 2018. 144 с.
- «Чорний матрос» з Чорного моря (доля Г. Борзенка) // Емінак: наук. щоквартальник. Миколаїв, 2018. № 2 (22) (квітень-червень). Т. 1. с. 64-72.
- Справа «Софії» та питання про анархістські експропріації.// Проблеми політичної історії України. Дніпро. 2019. Вип.14. с.96-107.
- «Ключевой» Николай Рогдаев // Південний захід. Одесика. Одеса. 2019. Вип.27. с. 200—229
- Секретні співробітникі ДПУ з одеського «Клубу іноземних моряків» (співавтор О. Тригуб) // Сторінки історії. К., 2019. № 48. с 118—134.
- Болгарский анархист в «красной» Одессе (судьба Желю Грозева) (співавтор О. Тригуб) // Bulgarian Historical Reviev. 2019. № 1-2. С.132-149.
- «Українські справи» анархістів — «повторників» // Старожитності Лукомор'я. Миколаїв, 2020. № 1. С. 155—164.
- «Бабуся анархії». Ольга Таратута — феномен жінки в революційну добу (1903—1938) // Старожитності Лукомор'я. Миколаїв, 2021. № 2. с. 100—108.
- Згасання анархістського руху в Україні у 1920 році // Старожитності Лукомор'я. Миколаїв, 2021. № 4. с. 90-101.
- Анархістські експропріації в Україні часів визвольних змагань (1917-1921) // Південний захід. Одесика. 2023. №33. с. 200-212 // Текст виступу на конференції: Anarchist expropriations in Ukraine during the liberation struggle (1917-1921)// Anarchist Studies Conference 7: Anarchist Futures. London. 2022.

Статті з історії України
- Болдирєв Олександр Васильович // Енциклопедія сучасної України. Том 3. Біо — Бя. Київ: 2004.
- Нові погляди на проблеми громадянської війни 1918—1920 рр.//Тези другої ист.-краевед. наук.-прак.конференції. Одесса.1992, С.48-51.
- Мапи з історії громадянської війни на Україні. Посібник для вчителів історії. Одеса: Вид. Одеськ. обл. інституту удосконалення вчителів.1993.41 с.
- Кельти у етногенезі українського народу// Матеріали обл.наук. конференції. Одеса.1993. С.32-33.
- Ненасильницькі методи селянського спротиву політиці радянської влади у часи «розквіту» НЕПу.//Сб."Селянство Півдня України"/ Миколаїв. 2003 (співавторство Лашкевич Л. М.)
- Робітничий рух на Півдні УСРР в часи голодомора 1921—1922 рр.// Матеріали всеукр.конфер. «80 р. голодомору 1932—1933 рр.в Україні»/ Львів.2003. (співавторство Ібрагимова А. М.).
- Позапартійні форми робітничого опору у містах Півдня України в 1923—1925 рр.// Український історик. 2004. № 59. Т. 2.-С.34-41 (співавторство Ібрагимова А. М.).
- Проблеми генези державної та політичної структури Україні у 20 ст.// Матеріал. н.-п.конференції проф.-прер.складу ОЮІ НУВС. Травень 2004. Одеса. С. 88-91.
- Масонские тайны Одессы// Південний захід. Одесика — Юго-Запад. Одессика.-Одесса. 2006. -Вып.1.-С.63-79.
- Три расстрельных дела «одесских националистов» 1937 г.//Південний захід. Одесика — Юго-Запад. Одессика. 2006. Вып.2. С.107-118.
- Декабрьские (1960 г.) «беспорядки» на Молдаванке (В соавторстве с В. Р. Файтельберг-Бланком)// Південний захід. Одесика- Юго-Запад. Одессика. 2007. Вып.4. С.122-139.
- «Вспышка» антисемитских настроений в Одессе в 1926—1927 гг.// Південний захід. Одесика — Юго-Запад. Одессика.-Одесса. 2008. Вып.5.С.191-203.
- Соціальні конфлікти в Одесі часів НЕПу (1921—1928)//Південний захід. Одесика — Юго-Запад. Одессика. 2008. Вып.6. С.54-67
- «Нація під підозрою»: до історії німецьких колоній Одещини другої половини 1920-х рр.// Південний захід. Одесика. — Юго-Запад. Одессика. 2009. Вып.8. С.141-149.
- Проблеми першої компанії українізації в Одесі (1923—1929)// Південний захід. Одесика — Юго-Запад. Одессика. 2010. Вып.10. С.75-88.
- «Время больших испытаний»: социальная ситуация в Одессе в 1921 г.// Південний захід. Одесика — Юго-Запад. Одессика, 2010. Вып. 11. С. 67-86
- Французское военное присутствие в «одесском районе» (декабрь 1918 — апрель 1919): к вопросу о причинах неудач «южнорусской» экспедиции Південний захід.. Одесика. 2012. № 13. С. 120—185. Співавтор Бутоннэ П. (Франция)
- Репетиция аннексии: попытка большевистской власти захватить Молдову весной 1919 г.// Raptul  BASARABIEI, NORDULUI  BUCOVINEI ȘI ȚINUTULUI HERȚA — 28 iunie 1940/ Materialele Conferinței Științifice Internaționale, Chișinău, 12-13 iunie 2015. Chișinău, 2015. pp. 140–148.
- Котовський Григорій Іванович // Енциклопедія Сучасної України. Т. 15. К., 2014, С. 36-37
- Украинские атаманы // Вожаки и лидеры Смуты. 1918—1922 гг. Биограф. материалы / Под ред. А. В. Посадского.  М.: АИРО–XXI. 2017. С. 338—368.
- Sfatul Tsarii, the Central Rada and Rumcherod: conflict of interests in South Bessarabia // International Scientific Conference «Centenary of Sfatul Ţării»/ Institute of History of the Academy of Sciences of Moldova, Institute of History «A.D. Xenopol» — Iaşi Branch of the Romanian Academy. Chisinau.  2017. рр. 111—116.
- Одесса 1930 года — первые итоги «великого перелома» // Південний захід. Одесика — Юго-Запад. Одессика. 2018. Вып.24. С.109-128.
- «Третій шлях» Одеського комітету РСДРП(м) (1918—1920 рр.) // Проблеми політичної історії України. Дніпро. 2018. Вип. 13. С. 144—154.
- Одесский десант (август 1919)// Південний захід. Одесика — Юго-Запад. Одессика. 2018. Вып.25. С.120-160.
- Літератори та «червоні моряки» проти «червоних комісарів»: два тижні миколаївської «матроської республіки» (14-27 травня 1919 р.) // Краєзнавство. К. 2018, № 1. С. 56-68.
- Боротьба за море: профспілковий рух одеських моряків (1903—1918 рр.) // Морський фасад Одеси. Архівна Одісея. Вип. 2. Одеса, 2019. С. 58-73.
- Одеса в «білому полоні» (серпень 1919 — січень 1920) // Південний захід. Одесика. 2019. Вип.26. С. 120—160.
- Одеські есери у пошуках «нового життя» (1917—1925)// Південний захід. Одесика. 2020. Вип.28. С. 110—140.
- 151. «Похід на Тирасполь» (1921 р.): до сторіччя подій // Південний захід. Одесика. 2020. Вип. 29. Ч. 1. с. 120—148; Ч.2. 2021, №.30. с. 110—130.
- Втеча до Ростова: Одеський Румчерод у Феодосії, Таганрозі, Ростові та Єйську (березень-червень 1918) // Південний захід. Одесика. Одеса. 2021, №.30. с. 95-110.
- «Одеський» дендізм буремних 20-х років XIX ст.// Історіосфера. Одеса, ПУНПУ, 2021. с. 66-71.
- Оборона Одеси мовою нових документів. Частина 1. Румунські «апетити» — Трансністрія (співавтор І. Сапожников) // Південний захід. Одесика. 2021, №.31. с. 8-48; Част. 2 // Південний захід. Одесика. Вип. 32. Одеса, 2022. С. 45-66.
- Масонський «роман» з археологією: масони та перші археологічні дослідження Півдня України // Південний захід. Одесика. 2021, №.31. с. 110—125.
- Рецензия на нову книгу: Кожухаров А. Личните академични документи на българската морска образователна система (1892—1946). Варна: 2021 // Український історичний журнал. К., 2021, № 4. С. 220—222.
- Украинско-болгарские отношения 1914—1944 гг. в освещении современной историографии // Рецензия на: Матяш І., Тертична А., Манасієва І. Українсько-болгарські відносини: офіційна і культурна дипломатія (1918—1944). К. Софія, 2021. (співавтор О. Тригуб)// Bulgarian Historical Reviev. Софія: 2021. № 3-4, С.270-274.
- «Майорчик» знайшовся. «Справа» вбивці Г. Котовського Мейєра Зайдера // Південний захід. Одесика. Вип. 32. Одеса, 2022. с. 187—203.
- У вирії конфліктів: українська діаспора у Франції (1925—1930) // Старожитності Лукомор'я. Миколаїв, 2022. № 4. с.65-74.
- Особливості становлення панславізму в Україні (перша половина XIX ст.) (співавт. Д. Ангельчук) // Південний захід. Одесика. 2023, №33. с. 180-195.
- Між НКВС та Сигуранцею: про причини краху підпілля в окупованій Одесі в 1941-1942 рр. (співавт. І. Сапожников)// Старожитності Лукомор'я. 2023. №1. с.58-72.
- «Одеське отаманство» в наказах по Державній варті одеського градоначальництва-отаманства (травень-грудень 1918 р.) // Старожитності Лукомор'я. 2023. №2. с. 39-49.
- На сторожі південного заходу (Початок битви за Миколаївщину) (співавтор Ю. Зеленська) // Південний захід. Одесика. 2023, №.34. с. 8-22.
- «Військово — оборонний Бедлам» у щоденниках М. Маргулієса або Десять діб, що стрясли Одесу (2-11 грудня 1918 р.)// Південний захід. Одесика. 2023, №.34. с. 110-128.
- «Муравьовщина»: російська військова диктатура в Одесі  (лютий-березень 1918 р.) // Старожитності Лукомор'я. 2023, №4. С. 35-47.
- ПРО УЧАСТЬ ЧАСТИН ВЕРМАХТА В БОЯХ ЗА ОДЕСУ В СЕРПНІ-ЖОВТНІ 1941 р.(співавт. І. Сапожников) // Краєзнавство. К.: 2023, №1-2.
- Мощі Кантемирів, золото Румунії та дипломати – аферісти (про «відлигу» 1930-х років у радянсько-румунських стосунках). (співавтори І. Сапожников, І. Поляруш) // Південний захід. Одесика. 2024, №.35. с.119-141
- Одеса під владою червоних «військових начальників»: особливості військової окупації Одещини (квітень 1919 р.) // Старожитності Лукомор'я. 2024, №1. с. 89-202.

версії книг
- Авантюристы гражданской войны. -М., 2000
- Симон Петлюра. — Харьков, 2004[недоступне посилання з липня 2019].
- Двенадцать войн за Украину. — Харьков: Фолио, 2006